# Považský Inovec

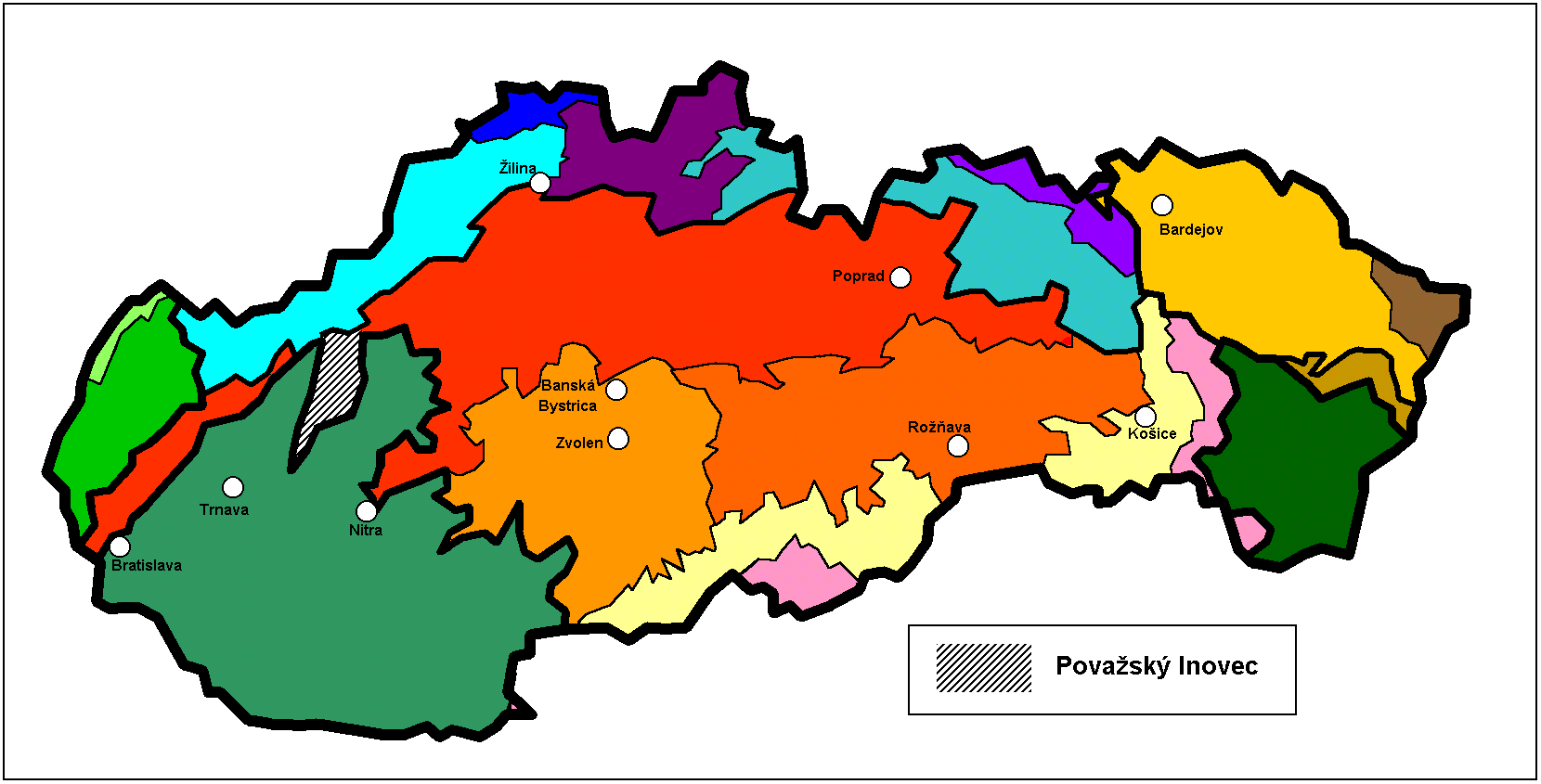
Považský Inovec na geologické mapě Slovenska

Považský Inovec je geomorfologický celek na západním Slovensku. Základní (jádrové) pohoří zabíhající do Podunajské nížiny patří do Fatransko-tatranské oblasti. Při jeho délce 48 km a proměnlivé šířce 15 až 25 km zabírá celkovou plochu o rozloze asi 600 km². Nejvyšším bodem členité vrchoviny je vrch Inovec (1042 m). Má složitou geologickou stavbu. Je bohatý na minerální prameny, bez větších vodních toků. Klimaticky spadá do mírně teplé oblasti. Setkávají se zde teplomilné
a horské druhy rostlin, druhově rozmanité je i zastoupení živočichů. Lidské osídlení se datuje od starší doby kamenné. Oblast je vhodná pro turistiku.

## Poloha a popis
Považský Inovec se nachází na západním Slovensku a patří do Fatransko-tatranské oblasti. Jedná se o 48 km dlouhé pohoří s proměnlivou šířkou 15 až 25 km. Pohoří je nejmohutnější ve své severní části, sousedící se Strážovskými vrchy, které dominuje nejvyšší vrch Inovec (1042 m). Směrem na jih pozvolna klesá do Podunajské nížiny, která jej obklopuje.

## Geomorfologie
Geomorfologicky se dělí na:
- Vysoký Inovec (Inovec 1042 m)
- Nízký Inovec (Bezovec 743 m)
- Krahulčie vrchy (Marhát 748 m)
- Inovecké předhůří (bez výrazných vrcholů, na východ od Beckova 550 m).

Seznam vrcholů vyšších než 700 m n. m. uvádí Seznam vrcholů v Považském Inovci.

## Vodstvo

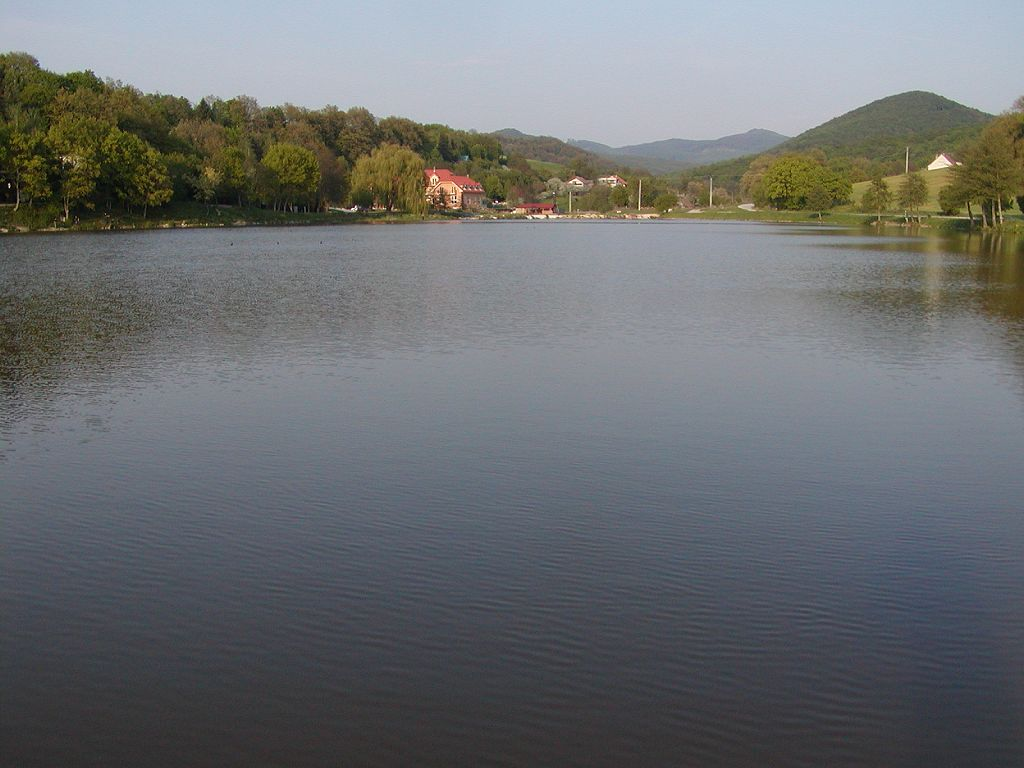
Vodní nádrž Striebornica

V pohoří pramení jen malé toky odvodňující jeho západní část do Váhu a východní část do řeky Nitry. Zejména v severní části je zaznamenán poměrně vysoký výskyt pramenů minerálních vod - takzvané kyselky. Mezi nejdůležitější prameny patří termální vývěry procházející skrz tektonické zlomy
v Piešťanech v oblasti Kúpeľného ostrova. Jde o vzácný druh léčivé vody dosahující teploty až 60 °C.

## Fauna a flóra
Je zde velmi různorodá. Na území pohoří se setkávají teplomilné i horské druhy. Lesy jsou převážně listnaté od úpatí dubiny, výše dubohabřiny. Na vyhřívaných a suchých místech se vyskytují nejteplomilnější slovenské rostliny. Nejvyšší části pohoří zabírají bučiny. Druhové pestrosti flóry pak odpovídá i druhová pestrost zdejší fauny.

## Chráněná území
- Beckovské hradné bralo - přírodní památka
- Beckovské Skalice - přírodní rezervace
- Čepúšky - přírodní rezervace
- Čertova pec - přírodní památka (jeskyně)
- Dubový vŕšok - přírodní rezervace
- Holé brehy - přírodní rezervace
- Javorníček - národní přírodní rezervace
- Kňaží vrch - přírodní rezervace
- Kulháň - přírodní rezervace
- Malostankovské vresovisko - přírodní památka
- Mokvavý prameň - přírodní památka
- Okšovské duby - chráněné území
- Považský Inovec - přírodní rezervace
- Preliačina - přírodní rezervace
- Pseudoterasa Váhu - přírodní památka
- Sedliská - přírodní rezervace
- Selecké kamenné more - přírodní památka
- Selecký potok (část) - přírodní památka
- Skalka pri Beckove (Beckovská skalka) - přírodní památka
- Svinica (část) - přírodní památka
- Sychrov - přírodní rezervace
- Švibov - přírodní rezervace
- Tematínska lesostep - národní přírodní rezervace
- Tematínske vrchy - území evropského významu Natura 2000 - zahrnuje chráněné území :
  - Tematínska lesostep
  - Javorníček
  - Kňaží vrch
- Veľký jarok - přírodní památka
- Visiace skaly - přírodní památka

## Památky

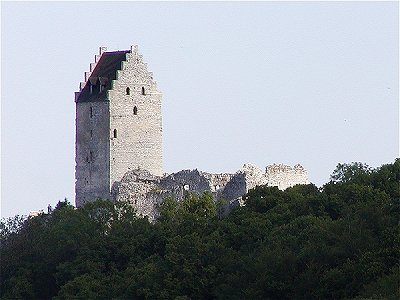
Topoľčianský hrad

Mezi nejvýznamnější historické památky patří :
- velkomoravský dvorec Kostolec nad obcí Ducové
- kostelík sv. Juraja u Nitrianské Blatnice
- středověké hrady a zámky:
  - Beckov
  - Topoľčianský hrad
  - Tematín
  - Hlohovský zámek, hrad přestavěný na barokní sídlo
- jeskyně Čertova pec, ve které bylo nalezeno nejstarší jeskynní osídlení na Slovensku

## Turistika a sport
V oblasti se nachází několik desítek kilometrů značených cest, které jsou většinou nenáročné nebo jen mírně náročné.
Převážná většina tras je průjezdná i pro horská kola (třeba počítat s občasným přenášením přes skalní překážky) s pěknými sjezdy. V zimním období je pohoří vhodné i pro lyžařskou turistiku. Pro lyžaře je zde k dispozici středisko Bezovec a několik menších sjezdovek s lyžařskými vleky. Pro lezce je určeno hlavně Beckovské hradné bralo, ale i několik cvičných terénů u hradu Tematín anebo v Sokolích skalách.

## Externí odkazy

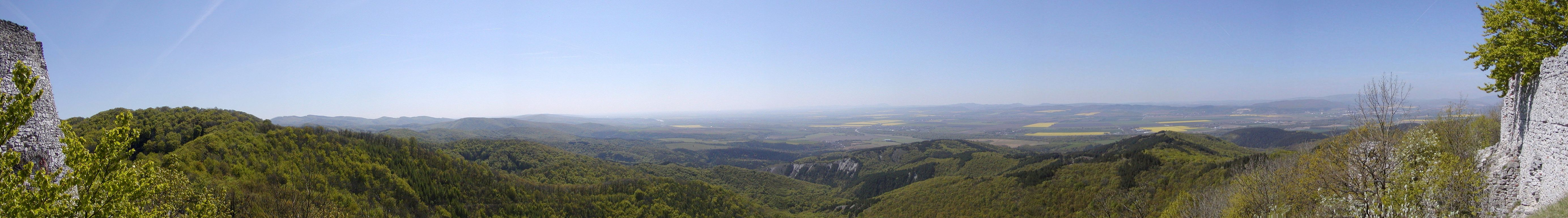
Panorama z Tematinu

## Vyhlídkové body
- Palúch pod Inovcom (1004 m)
- Vtáčí vŕštek (910 m)
- Bezovec (743 m)
- Tematín
- Topoľčianský hrad
- Skalka nad Hubinou (377 m)
- Visiace skaly pod Gajdou
- Marhát